# Tréflaouénan
Tréflaouénan é uma comuna francesa na região administrativa da Bretanha, no departamento Finisterra. Estende-se por uma área de 8,15 km². Em 2010 a comuna tinha 522 habitantes (densidade: 64 hab./km²).